# شورای مدیریت گذار
شورای مدیریت گذار یک سازمان سیاسی در اپوزیسیون ایران است که سالها برای تغییر نظام سیاسی حاکم بر ایران فرافکنی می‌کند. شورای مدیریت گذار فعالیت خود را در روزهای هفتم و هشتم مهر ۱۳۹۸ (۲۸ و ۲۹ سپتامبر ۲۰۱۹) طی مراسمی در امپریال کالج لندن آغاز کرد. سید حسن شریعتمداری دبیرکل شورای مدیریت گذار است.

## اسناد پایه‌ای
شورای مدیریت گذار در بدو فعالیت سه متن را تحت عنوان اسناد پایه‌ای به عنوان "مبانی فعالیت و بنیان‌های ارزشی و استراتژی" خود منتشر کرد.
1. سند شماره ۱: ضرورت اتحاد گسترده ملی و تشکیل شورای مدیریت گذار
2. سند شماره ۲: رویکردها و بنیان‌های ارزشی مشترک شورای مدیریت گذار
3. سند شماره ۳: استراتژی گذار و وظایف شورای مدیریت گذار[۳]

## اهداف شورا
شورای مدیریت گذار هدف خود را تأسیس «یک اتحاد بزرگ ملی برای آزادی و دموکراسی» عنوان کرده و اعلام کرده که تنهای نیروهایی می‌توانند به این اتحاد بپیوندند که به چند اصل بنیادی شورا یعنی: «حفظ یکپارچگی ملی و تمامیت ارضی ایران، دموکراسی پارلمانی مبتنی بر جدایی دین از دولت و اعلامیه جهانی حقوق بشر و کنوانسیون های ضمیمه آن» پایبند باشند.

## اعضای شورای مدیریت گذار
اعضای شورای مدیریت گذار به شرح زیر هستند:
- مشاوران عالی: شهریار آهی، مهران براتی، عبدالله مهتدی
- اعضای شورای مدیران: ناهید بهمنی، شهریار آهی، بیتا جورابدوز، ترانه آبروش، مهران براتی، عبدالله مهتدی، آرام حسامی، حسین علوی، محمد فارسی، محمود تجلی مهر، منوچهر مقصودنیا، تقی آل رضا، سید حسن شریعتمداری، کمال آذری، ناصر بلیده‌ای، کریم شامبیاتی، ازیز دادیار،  ایمان میری
- هیات هماهنگی شورا: منوچهر مقصودنیا، ترانه آبروش، محمد فارسی
- اعضای هیئت دبیران: فریدون احمدی، عفت گوهری، محسن سازگارا، حمید آقایی، شیوا پارسایی، یزدان شهدایی، شمیلا نژادهاشمی